# Els Castells (les Valls d'Aguilar)
Els Castells és un poble del municipi de les Valls d'Aguilar a l'Alt Urgell, amb tan sols 1 habitant censat el 2005. Està situat a l'extrem sud-occidental del terme, a 1.530 m d'altitud, a l'inici de la carretera local LV-5134, que comunica el poble amb Noves de Segre a través de Taús i la Guàrdia d'Ares. Una pista forestal l'enllaça amb Gerri de la Sal, al Baix Pallars.
Té una ermita dedicada a la Mare de Déu de la Guia.
Va pertànyer al terme municipal de Taús fins al 1972; antigament pertanyia al vescomtat de Castellbò. El poble és documentat des del 1094.